# Discestra microdon
Discestra microdon är en fjärilsart som beskrevs av Achille Guenée 1852. Discestra microdon ingår i släktet Discestra och familjen nattflyn. Inga underarter finns listade i Catalogue of Life.